# وین ریزورتس
وین ریزورتس (انگلیسی: Wynn Resorts) شرکت گردشگری آمریکایی است، که در سال ۲۰۰۲ توسط استیو وین و کازو اوکادا تأسیس شد.